# شارلوت أميرة الدنمارك

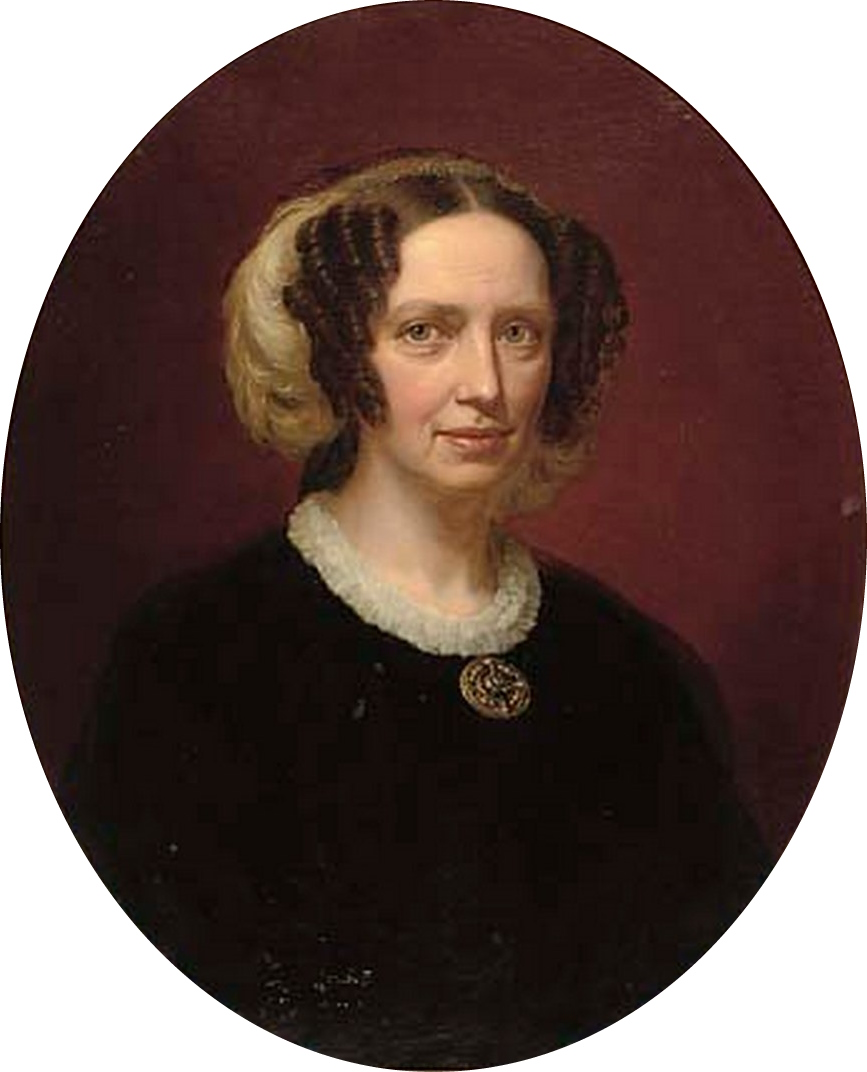
شارلوت أميرة الدنمارك.

شارلوت أميرة الدنمارك (بالدنماركية: Louise Charlotte af Danmark) (30 أكتوبر 1789 - 28 مارس 1864) كانت ابنه فريديك امير الدنمارك والنرويج وصوفي فريدريك دوقة مكلنبورغ شفيرين.